# Reginald McNamara
Reginald ‘’Reggie’’ McNamara (Sydney, 17 november 1888 – Newark, 10 oktober 1971) was een Australisch wielrenner, voornamelijk actief als zesdaagsenwielrenner.

## Biografie
McNamara heeft een lange carrière als wielrenner gehad van 1911 tot 1939. Hij was zeer succesvol als zesdaagsenwielrenner. Hij won zijn eerste zesdaagse in 1913 in zijn woonplaats Sydney en zijn laatste 20 jaar later in 1933 op 44-jarige leeftijd samen met de Amerikaan Norman Hill.
Naast zijn koosnaam Reggie had hij een andere bijnaam, namelijk De ijzeren man.
Hij heeft in totaal 117 zesdaagsen verreden, waarvan hij er 19 als winnaar heeft afgesloten. Hij neemt hiermee een gedeelde 30e plaats in op de lijst van meeste overwinningen. Hij heeft zijn zesdaagsen verreden met een grote verscheidenheid aan koppelgenoten. Hij heeft dan ook geen koppelgenoot gehad waar hij meer dan twee overwinningen heeft behaald.
Van Reginald MacNamara is bekend dat hij tijdens de zesdaagsen, met name op latere leeftijd, stimulerende middelen gebruikte, zoals cocaïnetabletten.

## Overzicht Zesdaagse overwinningen
| Nr. | Jaar   | Zesdaagse van | Samen met        |
| --- | ------ | ------------- | ---------------- |
| 1.  | 1913   | Sydney        | Frank Corry      |
| 2.  | 1915   | Buffalo       | Francesco Verri  |
| 3.  | 1916   | Chicago       | Bob Spears       |
| 4.  | 1916   | Kansas City   | Eddy Madden      |
| 5.  | 1917   | Chicago       | Francesco Verri  |
| 6.  | 1918   | New York      | Jake Magin       |
| 7.  | 1922-1 | New York      | Alfred Grenda    |
| 8.  | 1925-1 | New York      | Piet van Kempen  |
| 9.  | 1925-1 | Chicago       | Bob Walthour jr. |
| 10. | 1926-1 | Berlijn       | Harry Horan      |
| 11. | 1926-1 | Chicago       | Bob Walthour jr. |
| 12. | 1926-1 | New York      | Franco Giorgetti |
| 13. | 1926-2 | New York      | Pietro Linari    |
| 14. | 1927-1 | New York      | Franco Giorgetti |
| 15. | 1927   | Parijs        | Emile Aerts      |
| 16. | 1929-2 | Chicago       | Gaetano Belloni  |
| 17. | 1932-1 | New York      | William Peden    |
| 18. | 1932-2 | Toronto       | Alfred Crossley  |
| 19. | 1933-1 | Cleveland     | Norman Hill      |

| Aantal | Samen met |
| ------ | --- |
| 2      | - Francesco Verri - Bob Walthour jr. - Franco Giorgetti |
| 1      | - Alfred Crossley - Alfred Grenda - Bob Spears - Eddy Madden - Emile Aerts - Frank Corry - Gaetano Belloni - Harry Horan - Jake Magin - Norman Hill - Piet van Kempen - Pietro Linari - William Peden |

- Bibliothèque nationale de France: cb169647491 (data)
- International Standard Name Identifier: 0000 0004 4995 6329
- Library of Congress Control Number: n2015057648
- Virtual International Authority File: 316388065
- WorldCat: E39PBJth88hKcxhgkYPmjdHV4q